# Garcia de Meneses, bispo de Évora
D. Garcia de Meneses (Santarém, c. 1420 — Castelo de Palmela, 1484), foi um religioso português, bispo de Évora. A sua oração recitada perante Sixto IV em 1481 é o primeiro escrito onde o termo "Lusitanos" é utilizado para se referir ao povo Português.

## Biografia
Era filho de D. Duarte de Meneses, 3.º Conde de Viana do Alentejo, 2.º Conde de Viana da Foz do Lima e primeiro capitão de Alcácer Ceguer, e de sua segunda mulher D. Isabel de Castro, e cedo se familiarizou com a vida das armas. Ao mesmo tempo tornou-se um humanista, que Roma admirou ao pronunciar em latim uma alocução perante o Papa.
À frente da Sé eborense desde 1471, ao serviço de D. Afonso V bateu-se na Batalha de Toro (1476), onde na asa esquerda do exército português (sob a liderança do Príncipe D. João), desbaratou e perseguiu a ala direita do exército dos Reis Católicos e permaneceu com o Príncipe na posse do campo de batalha depois da retirada caótica das restantes forças castellanas. 
Executou o estratagema do Príncipe D. João junto a Évora que levou à derrota do exército castelhano formado por 2, 000 cavaleiros da Ordem de Santiago, comandados por Alonso de Cárdenas, na Batalha de Mourão (1477) pelos cavaleiros portugueses comandados por Diogo de Castro.
Em 1479, realizou ainda uma desastrosa incursão de auxílio D. Beatriz Pacheco, a condessa de Medellín em Castela (a frente de uma pequena força de 500 cavaleiros portugueses e 200 castelhanos), caindo prisioneiro em Albuera, Mérida, embora se tenha conseguido evadir e, com o grosso das tropas portuguesas, atingiu as praças da condessa, Mérida e Medellín, onde resistiram vitoriosamente até ao Tratado de Alcáçovas ao cerco a que foram sujeitos pelas tropas dos Reis Católicos, aumentando assim o poder negocial de Portugal.
Em 1480 comandou uma esquadra portuguesa que aportou a Óstia, correspondendo ao apelo de Sisto IV.
Ao passar em Roma, no ano seguinte, conseguiu ser nomeado assistente ao sólio pontifício e administrador perpétuo da diocese da Guarda.
Em 1484 envolveu-se na conspiração do duque de Viseu contra D. João II. Encerrado no Castelo de Palmela, faleceu, ao que se supõe, envenenado.